# 박진용
박진용(朴鎭用, 1993년 9월 1일~)은 대한민국의 루지 선수이다. 2014년과 2018년 동계 올림픽에 대한민국 국가대표로 참가했다.